# جلسه پوستر
جلسهٔ پوستر یا ارائهٔ پوستر، ارائهٔ داده‌های پژوهشی توسط یک شخص یا نمایندگان تیم‌های تحقیقاتی در یک انجمن یا همایش دانشگاهی با تأکید روی جنبهٔ دانشگاهی یا حرفه‌ای موضوع است. ارائه معمولاً داوری همتا می‌شود. جلسهٔ پوستر معمولاً در همایش‌های علمی مانند همایش‌های دارویی در ابتدا برگزار می‌شود.

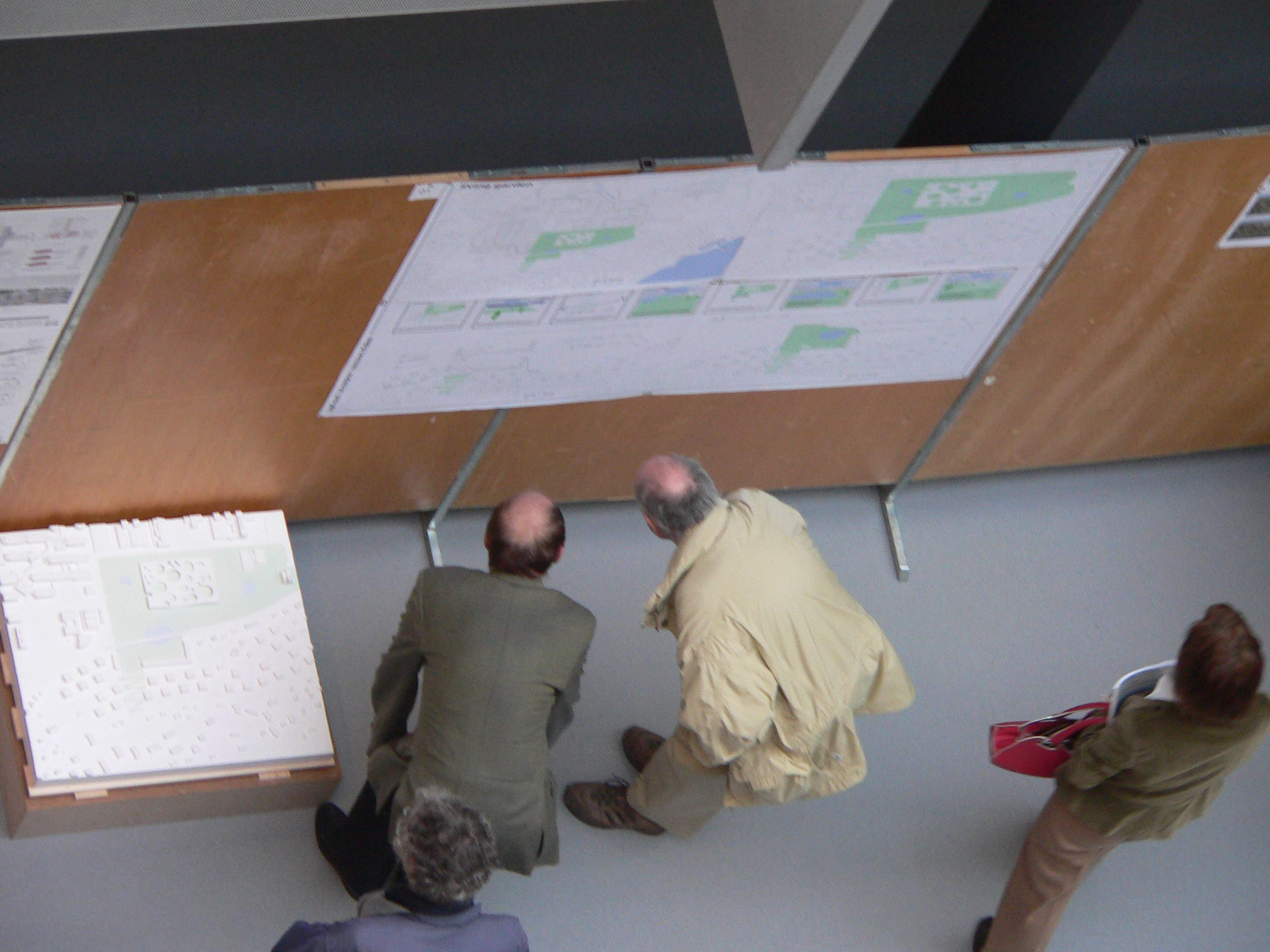
جلسهٔ پوستر در مؤسسه پلی‌تکنیک فدرال لوزان

معمولاً یک اتاق مجزا یا فضای همکف نمایشگاه به جلسهٔ پوستر که محققان به همراه پوستر کاغذی، شیوه‌های تحقیقاتیشان و نتایجش را نشان می‌دهند، اختصاص می‌یابد. هر پروژهٔ تحقیقاتی معمولاً در بازهٔ زمانی ده دقیقه تا چند ساعت ارائه می‌شود. رویدادهای خیلی بزرگ بعضاً شامل چند هزار ارائه پوستر در طول چند روز می‌شوند.

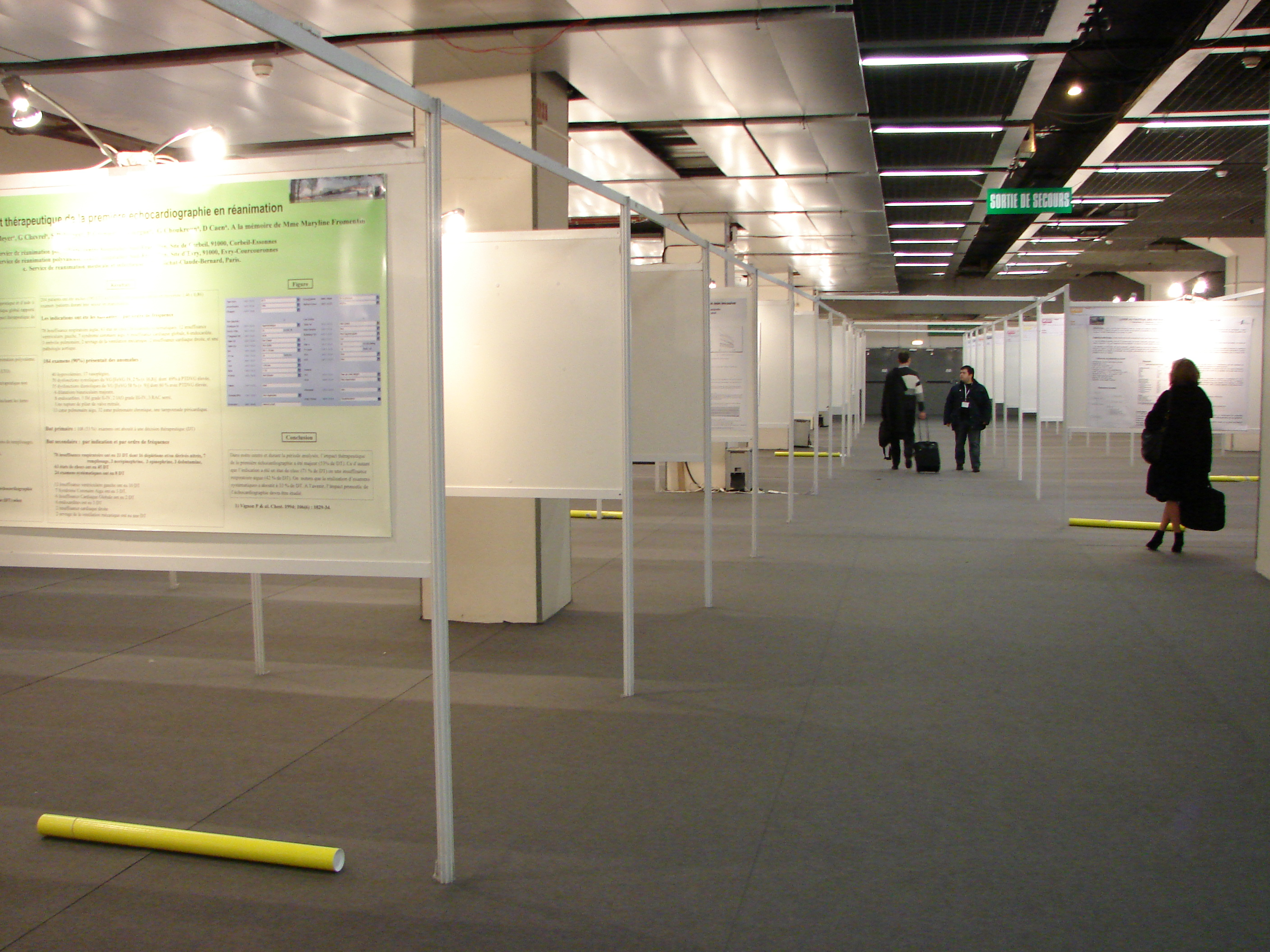
جلسهٔ پوستر در مرکز صنایع و فناوری‌های نو

ارائه‌ها معمولاً شامل پوستر تحقیقاتی که به یک دیوار قابل حمل الصاق شده به همراه شخص محقق برای پاسخ به پرسش‌های همکاران در حال عبور، می‌شود. اندازه پوستر بسته به دستورالعمل همایش از ۲*۳ فوت تا ۴*۸ فوت تغییر می‌کند. پوستر معمولاً توسط یک برنامهٔ ارائه محتوا مانند مایکروسافت پاورپوینت ایجاد می‌شود یا شاید توسط یک پرینتر فرمت بزرگ، پرینت شده باشد. پوسترها معمولاً با پلاستیک لمینت می‌شوند تا دوامشان بهبود یابد.